# Eucalyptus odorata
Eucalyptus odorata ist eine Pflanzenart innerhalb der Familie der Myrtengewächse (Myrtaceae). Sie kommt im Südosten und im Zentrum von South Australia sowie im westlichen Victoria vor und wird dort „Seaside Mallee“, „Mallee Box“, „Scented Box“, „Peppermint“ oder „Peppermint Box“ genannt.

## Beschreibung

### Erscheinungsbild und Blatt
Eucalyptus odorata wächst als Baum oder in der Wuchsform der Mallee-Eukalypten, dies ist eine Wuchsform, die mehr strauchförmig als baumförmig ist, es sind meist mehrere Stämme vorhanden, die einen Lignotuber ausbilden, der Wuchshöhen von 5 bis 10 Meter, manchmal auch bis 15 Meter, erreicht. Die Borke verbleibt am gesamten Stamm und manchmal auch den größeren Ästen, ist grau, grau-braun oder schwarz, mit weißen Flecken und fasrig-stückig. Öldrüsen gibt es sowohl im Mark als auch in der Borke.
Bei Eucalyptus odorata liegt Heterophyllie vor. Die Laubblätter sind stets in Blattstiel und Blattspreite gegliedert. An mittelalten Exemplaren ist die Blattspreite lanzettlich bis eiförmig, gerade, ganzrandig und matt grün. Die auf Ober- und Unterseite gleichfarbig matt grünen oder grau-grünen Blattspreiten an erwachsenen Exemplaren sind lanzettlich, relativ dick, sichelförmig gebogen, verjüngen sich zur Spreitenbasis hin und besitzen ein spitzes oberes Ende. Die erhabenen Seitennerven gehen in einem spitzen oder sehr spitzen Winkel vom Mittelnerv ab. Die Keimblätter (Kotyledone) sind umgekehrt nierenförmig.

### Blütenstand und Blüte
Seitenständig an einem im Querschnitt vierkantigen Blütenstandsschaft stehen in einem einfachen Blütenstand drei bis sieben oder bis zu elf Blüten zusammen. Die Blütenknospen sind eiförmig und nicht blaugrün bemehlt oder bereift. Die Kelchblätter bilden eine Calyptra, die bis zur Blüte (Anthese) vorhanden bleibt. Die glatte Calyptra ist halbkugelig oder konisch, ein- bis zweimal so lang wie der glatte Blütenbecher (Hypanthium) und ebenso breit wie dieser. Die Blüten sind weiß oder cremeweiß.

### Frucht
Die Frucht ist zylindrisch, spindel- oder eiförmig. Der Diskus ist eingedrückt, die Fruchtfächer sind eingeschlossen.

## Vorkommen und Gefährdung
Das natürliche Verbreitungsgebiet von Eucalyptus odorata ist das Zentrum und der Südosten von South Australia sowie der Westen von Victoria.
Der lichte, grasige Eucalyptus-odorata-Wald in South Australia wurde von einer Regierungskommission für die Einstufung als „critically endangered“ = stark gefährdet vorgeschlagen, weil seine Verbreitung stark abnimmt.

## Systematik
Die Erstbeschreibung von Eucalyptus odorata erfolgte 1847 durch die deutschen Botaniker Hans Hermann Behr und Diederich Franz Leonhard von Schlechtendal unter dem Titel Südaustralische Pflanzen II. Bestimmung und Beschreibung der von Behr in Südaustralien gesammelten Pflanzen in Linnaea, Ausgabe 20, S. 657. Das Typusmaterial weist die Beschriftung „Massiger Baum, an trockenen Stellen und auf leichtem Boden ziemlich allgemein verbreitet.“ auf. Synonyme für Eucalyptus odorata Behr sind Eucalyptus cajuputea Miq., Eucalyptus porosa F.Muell. ex Miq., Eucalyptus fruticetorum F.Muell. ex Miq., Eucalyptus odorata Behr var. odorata, Eucalyptus odorata var. angustifolia Blakely, Eucalyptus odorata var. calcicultrix Miq., Eucalyptus odorata var. refracta Blakely und Eucalyptus odorata var. erythrandra F.Muell. ex Miq.
Es gibt zwei Varietäten von Eucalyptus odorata Behr:
- Eucalyptus odorata var. angustifolia Blakely
- Eucalyptus odorata Behr var. odorata

Mit Eucalyptus albopurpurea bildet Eucalyptus odorata Intergradationen und mit unterartlichen Intergradationen von Eucalyptus phenax eine natürliche Hybride.